# Conanalus brevicaudus
Conanalus brevicaudus är en insektsart som beskrevs av Shi, F-m., S.-l. Mao och X. Ou 2008. Conanalus brevicaudus ingår i släktet Conanalus och familjen vårtbitare. Inga underarter finns listade i Catalogue of Life.